# مائورو میلانی
مائورو میلانی (انگلیسی: Mauro Milanese؛ زادهٔ ۱۷ سپتامبر ۱۹۷۱) بازیکن فوتبال اهل ایتالیا است.
از باشگاه‌هایی که در آن بازی کرده‌است می‌توان به باشگاه فوتبال اینتر میلان، باشگاه فوتبال پروجا، باشگاه فوتبال کویینز پارک رنجرز، باشگاه فوتبال تورینو، باشگاه فوتبال پارما، باشگاه فوتبال آنکونا، باشگاه فوتبال کرمونزه، باشگاه فوتبال سالرنیتانا، باشگاه فوتبال تریستیانا، باشگاه فوتبال ناپولی، و باشگاه فوتبال وارزه اشاره کرد.
وی همچنین در تیم ملی فوتبال ایتالیا بازی کرده‌است.